# Georg Brandt
Georg Brandt, nascut el 21 de juliol de 1694 a la parròquia de Riddarhyttan, Comtat de Västmanland i traspassat el 29 d'abril de 1768 a Estocolm, va ser un químic i mineralogista suec que va descobrir el cobalt devers l'any 1735. És la primera persona que va descobrir un nou metall des de l'antiguitat.

## Biografia
Fill d'un farmacèutic va ajudar-li en experiments de química i metal·lúrgia, després va seguir una formació científica en diversos llocs d'Europa: el 1721 va estudiar amb Herman Boerhaave a Leiden, Holanda; el 1726 va rebre el doctorat en medicina a Reims, França, però no va practicar mai; durant el període 1726-1730 va estudiar mineria a les muntanyes de Harz, a Alemanya. Va ser professor de química a la Universitat d'Uppsala, director del laboratori de química de l'Escola Reial de Mines i entre 1746-1768 membre del Consell de Mines.

## Obra

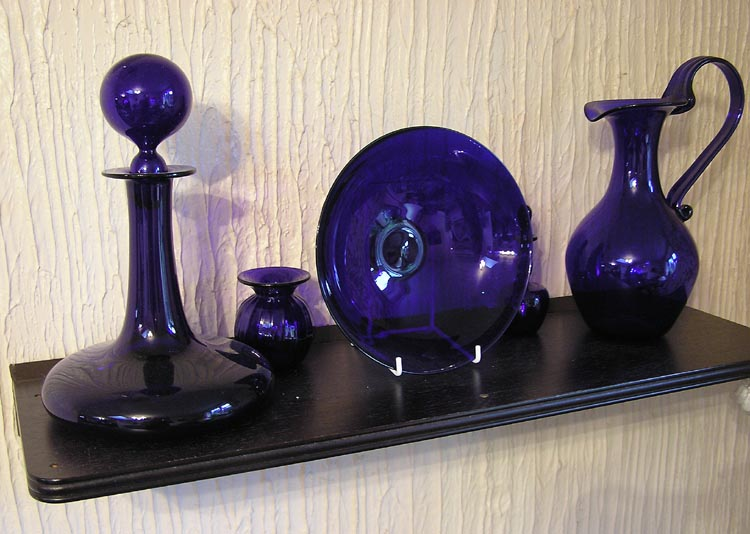
Vidre acolorit amb cobalt

- 1733: Investigacions sobre la composició i la solubilitat dels composts d'arsènic.
- 1735: Realitza una classificació dels semimetalls.
- 1741, 1743: Estudi de mètodes per a la producció d'àcid sulfúric, àcid nítric i àcid clorhídric.
- 1746: Diferencia la sosa càustica de la potassa càustica.
- 1751: Investigacions de la metal·lúrgia del ferro.
- 1748: Va demostrar que el cobalt era la font del color blau emprat per acolorir els vidres, que prèviament havia estat atribuït al bismut.